# Les Schtroumpfeurs de flûte
Les schtroumpfeurs de flûte est un album hors-série des Schtroumpfs écrit par Thierry Culliford et Luc Parthoens et dessiné par Jeroen De Coninck d'après Peyo pour les 50 ans de la série. Il s'agit d'une préquelle de l'album La Flûte à six schtroumpfs de la série Johan et Pirlouit.

## Résumé
Alors que deux Schtroumpfs sont occupés à repeindre la toiture champignonesque du Grand Schtroumpf, une cigogne s’envient à s’y poser. À sa patte, un message à l’intention du leader au bonnet rouge. Sur la missive, le sorcier Aldéric demande à son confrère de lui fabriquer une flûte à six Schtroumpfs, afin de soigner un de ses patients atteint de « langueur monotone ». Aussitôt, tout le village Schtroumpf se met à l’ouvrage. Car la confection d’une telle flûte magique requiert une méthode rigoureuse : elle ne se taille que dans le cœur d’un chêne centenaire ! L’instrument terminé, le Grand Schtroumpf enfourche le dos de la cigogne et se rend en compagnie de trois autres Schtroumpfs au domicile d’Aldéric. Après l’avoir remercié de sa diligence, le gentil sorcier revient sur les circonstances de l’envoûtement de son patient : ce dernier a traversé par mégarde un « cercle aux sorcières » et se trouve depuis lors plongé dans une profonde apathie.
Tous ensemble, ils s’en vont alors nuitamment jouer de la flûte au domicile du paysan. Ils ignorent que derrière les volets entrebâillés de la chaumière, le vil médecin du village les espionne dans l’obscurité et jalouse immédiatement cette technique de guérison pour le moins fabuleuse. Alors que les schtroumpfs et Aldéric, leur travail accompli, s'en retournent, le Grand Schtroumpf revient sur ses pas pour donner quelques conseils au paysan et se fait surprendre et assommer par le médecin qui vole la flûte. Secouru par ses amis, il ne peut donner qu'une vague description de son agresseur, resté dans l'ombre. Avec la complicité d'Aldéric, les schtroumpfs se cachent dans une charrette de charbon pour pourvoir aller enquêter discrètement en ville. Hélas, ils se retrouvent enfermés dans une cave pendant trois jours avant de pouvoir s'évader en simulant un incendie. Pendant ce temps, le médecin utilise discrètement l'instrument magique sur ses concitoyens. Ceux-ci se mettent alors à danser sans pouvoir s'arrêter jusqu'à ce que la musique cesse. La peur gagne les esprits et le médecin en profite pour accuser Aldéric de ces méfaits. Les schtroumpfs, qui ont assisté à la scène, le suivent jusque chez lui, mais se font repérer. Le médecin tente de les enchanter avec la flûte, mais celle-ci n'a aucun effet sur les lutins, qui parviennent à la lui prendre et l'utiliser contre lui pour l'endormir. Grâce à une cigogne, ils parviennent à rejoindre la maison d'Aldéric avant qu'elle ne soit cernée par la foule en colère.
Ils tentent d'utiliser la flûte contre leurs agresseurs mais les villageois caillassent la maison. Aldéric et le Grand Schtroumpf sont assommés par les pierres et la flûte tombe sous un meuble pendant que l'habitation prend feu. Le Grand Schtroumpf est sauvé par les autres Schtroumpfs alors qu'Aldéric est tiré manu militari de chez lui et ne doit son salut qu'à l'arrivée de Johan et Pirlouit, qui convainquent les villageois de les laisser emmener le sorcier chez leur ami Homnibus, lequel le disculpera. Soulagés du sort de leur ami et pensant la flûte brûlée avec la maison, les Schtroumpfs rentrent chez eux. Quelque temps plus tard, un ami d'Aldéric, venu lui rendre visite, découvre la flûte intacte dans les décombres et part avec.

## Personnages
- Le Grand Schtroumpf
- Le Schtroumpf paresseux
- Le Schtroumpf à lunettes
- Le sorcier Aldéric
- Le paysan Émile
- Le voleur de flûte
- Johan
- Pirlouit
- Biquette